# Бабин (городище)
Ба́бин — слов'янське городище-святилище на вершині останця, розташованого на правому березі Дністра неподалік однойменного села, що в Дністровському районі Чернівецької області.
Центральний майданчик круглої форми (діаметр 7 м) оточений ровом з виступами напівкруглої форми (ширина рову 2 м). З напільного боку по схилу останця проходять два дугоподібних ескарпи, які не доходять до обривів. У ровах знайдені вугілля, кальциновані кістки, уламки ліпного та гончарного посуду ІХ—Х ст. 
Поруч з городищем розташоване велике синхронне поселення.